# Сюлинья
Сюлинья́ (фр. Sulignat) — коммуна во Франции, находится в регионе Рона — Альпы. Департамент — Эн. Входит в состав кантона Шатийон-сюр-Шаларон. Округ коммуны — Бурк-ан-Брес.
Код INSEE коммуны — 01412.

## География
Коммуна расположена приблизительно в 360 км к юго-востоку от Парижа, в 50 км севернее Лиона, в 21 км к западу от Бурк-ан-Бреса.

## Климат
Климат полуконтинентальный с холодной зимой и тёплым летом. Дожди бывают нечасто, в основном летом.

## Население
Население коммуны на 2010 год составляло 569 человек.
| 1962 | 1968 | 1975 | 1982 | 1990 | 1999 | 2010 |
| ---- | ---- | ---- | ---- | ---- | ---- | ---- |
| 395  | 367  | 348  | 370  | 434  | 485  | 569  |

## Администрация
| Период | Период | Фамилия          | Партия | Примечания |
| ------ | ------ | ---------------- | ------ | ---------- |
| 1995   | 2001   | Жан-Поль Жанишон |        |            |
| 2001   | 2008   | Бернар Кома      |        |            |
| 2008   | 2020   | Бернар Жарне     |        |            |

## Экономика
В 2010 году среди 363 человек трудоспособного возраста (15—64 лет) 299 были экономически активными, 64 — неактивными (показатель активности — 82,4 %, в 1999 году было 76,0 %). Из 299 активных жителей работали 273 человека (144 мужчины и 129 женщин), безработных было 26 (10 мужчин и 16 женщин). Среди 64 неактивных 27 человек были учениками или студентами, 23 — пенсионерами, 14 были неактивными по другим причинам.

## Достопримечательности
- Замок Лонж[фр.] (XVII век). Исторический памятник с 1991 года.[4]